# Anna Dorotea av Sachsen-Weimar
Anna Dorotea av Sachsen-Weimar (tyska: Anna Dorothea von Sachsen-Weimar), född 12 november 1657 i Weimar i Sachsen-Weimar, död 24 juni 1704 i Quedlinburg i Quedlinburg, var en tysk abbedissa och tysk-romersk furstinna som regerande abbedissa och monark av den självstyrande klosterstaten Quedlinburgs stift.
Anna Dorothea lyckades 1683 bli tillsatt på posten genom en intrig med Sachsens regent, som då var stiftets beskyddare, framför den som ursprungligen var tilltänkt som abbedissa. År 1698 sålde kurfursten av Sachsen, som på grund av sitt val till den polska tronen hade behov av pengar, sitt beskydd av Quedlinburg till Preussen. 
Detta innebar ett svårt slag för Quedlinburgs självständighet, då Preussen ockuperade staten och tillsatte en minister som skulle assistera abbedissan i statens styrelse. Anna Dorotheas återstående regeringstid präglades av konflikter med Preussens utsedda.